# Ravanahatha
Un ravanahatha (noms variants: ravanhatta, rawanhattha, ravanastron, ravana hasta veena) és un cordòfon antic utilitzat a l'Índia, Pakistan, Sri Lanka i les zones del voltant. Es podria considerar com un avantpassat del violí.

## Construcció

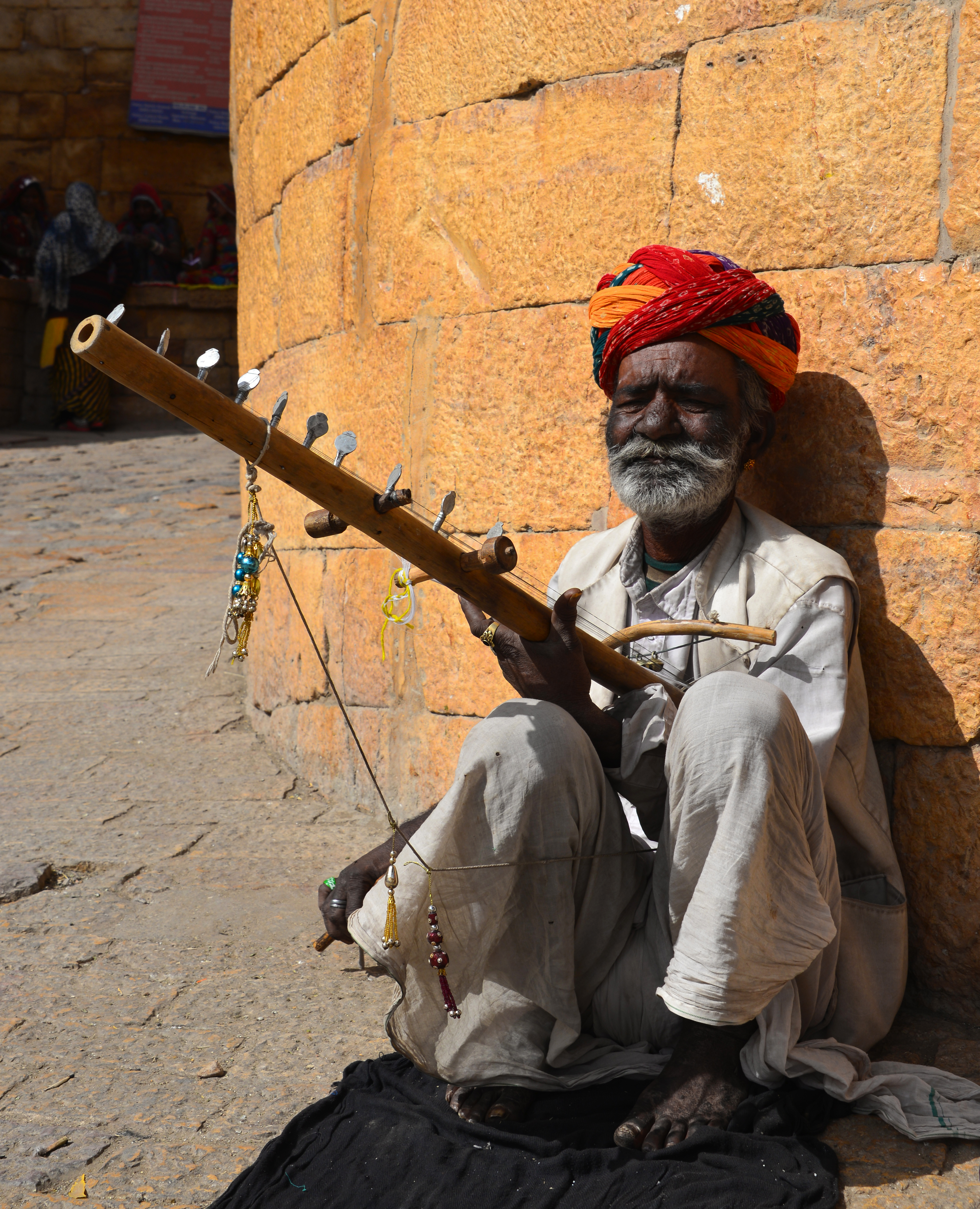
Home tocant un ravanahatha a l'Índia

La caixa de ressonància del ravanahatha pot ser una carbassa, la meitat d'una closca de coco o un tronc de fusta buidat, amb una membrana de pell de cabra estirada o un altre tipus de pell. S'adjunta un mànec de fusta o bambú a la caixa, que porta entre una i quatre o més cordes de tripa, cabell o acer afinades amb clavilles, sobre un pont. Alguns exemples poden tenir diverses cordes simpàtiques. Les cerres de l'arquet solen ser de crin de cavall, poden tenir logituds diverses.

## Història
En la tradició índia, es creu que el ravanahatha es va originar entre el poble Hela de Lanka durant l'època del llegendari rei Ravana, pel qual suposadament l'instrument li deu el nom. Segons la llegenda, Ravana va utilitzar el ravanahatha en les seves devocions al déu hindú Shiva. A l'èpica hindú del Ramayana, després de la guerra entre Rama i Ravana, Hanuman va tornar al nord de l'Índia amb un ravanahatha. El ravanahatha és particularment popular entre els músics de carrer a Rajasthan, al nord de l'Índia.
Al llarg de la història de l'Índia medieval, els reis van ser mecenes de la música; això va ajudar a augmentar la popularitat del ravanhatha entre les famílies reials. Al Rajasthan i al Gujarat, va ser el primer instrument musical que apreníen a tocar els prínceps. La tradició Sangit de Rajasthan va ajudar encara més a popularitzar el ravanhatta entre les dones.
Algunes fonts afirmen que entre els segles VII i X dC, els comerciants àrabs van portar el ravanastron de l'Índia al Pròxim Orient, on va proporcionar el model bàsic per al rebab àrab, i altres avantpassats primerencs de la família del violí.

## Ús modern

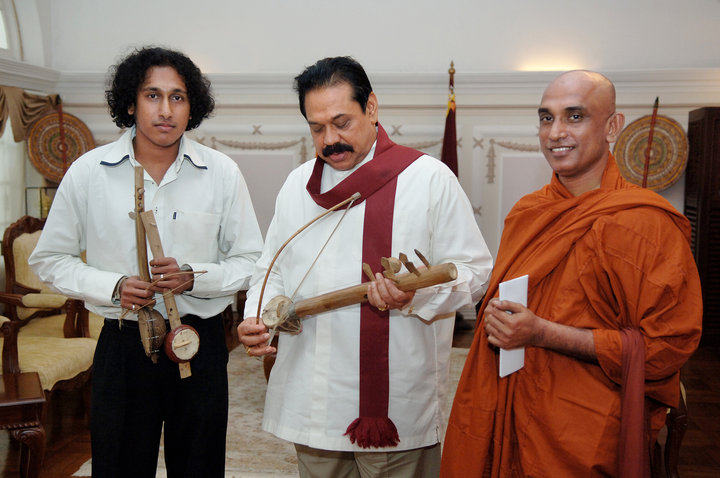
Dinesh Subasinghe mostrant la seva nova versió del ravanahatha a Mahinda Rajapaksa

Actualment aquest instrument ha reviscut gràcies al compositor i violinista de Sri Lanka Dinesh Subasinghe, que l'ha utilitzat en diverses de les seves composicions, com Rawan Nada o a l'oratori budista Karuna Nadee.
La banda de folk experimental europea Heilung també fa ús del ravanahatha, en dos dels seus àlbums Ofnir i Futha.